# Open Diputación 2008
L'Open Diputación 2008 è stato un torneo di tennis facente parte della categoria ATP Challenger Series nell'ambito dell'ATP Challenger Series 2008. Il torneo si è giocato a Cordova in Spagna dal 30 giugno al 6 luglio 2008 su campi in cemento e aveva un montepremi di €85 000+H.

## Vincitori

### Singolare
Iván Navarro ha battuto in finale  Dick Norman con il punteggio di 6(4)–7, 6–3, 7–6(10)

### Doppio
Johan Brunström /  Jean-Julien Rojer hanno battuto in finale  Jamie Cerretani /  Dick Norman con il punteggio di 6–4, 6–3